# Bridge Base Online
Bridge Base Online (BBO) - darmowy serwis internetowy umożliwiający grę w brydża online.

## Bridge Base Online (BBO)
Bridge Base Online to największy (ponad 100,000 zarejestrowanych użytkowników, tysiące online) serwis internetowy oferujący darmową możliwość gry w brydża online. Działalność rozpoczął 23 kwietnia 2001 roku.
Do komunikacji z serwisem używa się jednej z dwóch aplikacji:
- wersja dla systemu Microsoft Windows – wersja nierozwijana[3]

- wersja oparta na Flashu (działająca w przeglądarce internetowej) – wersja rozwijana[4]

## Twórcy serwisu

### Bridge Base Inc.
Firma założona przez Freda Gitelmana i jego żonę Dr. Sheri Winestock w 1990 roku. Od początku działalności zajmuje się dystrybucją i rozwojem oprogramowania edukacyjnego związanego z brydżem.

### Bridge Base Online Ltd.
Spółka została założona w 2001 i to ona odpowiadała za uruchomienie serwisu BBO. Z początku jej udziałowcami byli: Fred Gitelman oraz Uday Ivatury.
1 września 2007 nastąpiła zmiana struktury udziałowców. Dołączyło trzech nowych akcjonariuszy:
- Bill Gates z Mediny, stan Waszyngton
- Sharon Osberg z Tiburon, stan Kalifornia
- David Smith z Tiburon, stan Kalifornia

Informacja o tym została ogłoszona 1 października 2007 w liście od Freda Gitelmana do użytkowników BBO
oraz w oświadczeniu dla prasy
, który między innymi ukazał się w dziennym biuletynie wydawanym podczas Mistrzostw Świata w Szanghaju.

## BridgeBase ♠Polska
BridgeBase ♠Polska reprezentuje interesy BBO w Polsce, zajmuje się głównie organizowaniem przekazów internetowych z imprez brydżowych oraz płatnymi turniejami na BBO.

### Działalność
- Na początku 2004 r. z inicjatywy Jolanty Krogulskiej (przedstawicielki kobiet w Radzie Zawodniczej) oraz pani Elżbiety Wojciechowskiej na BBO odbył się pierwszy turniej wyłącznie dla pań.[8]
- W tym samym okresie z inicjatywy PZBS'u przy współpracy z BBO Polska oraz miesięcznika Świat Brydża ruszyła Internetowa Szkoła Brydża której dyrektorem został Ryszard Kiełczewski[8].

#### Przekazy internetowe (BBO VuGraph)
Pierwsze przekazy z Polski na Bridge Base Online odbyły się w dniach 23-25 maja 2003 roku (były to zarazem jedne z pierwszych przekazów na BBO w ogóle). Transmitowane były rozgrywki z Finału Superligi (Drużynowe Mistrzostwa Polski) 2002/03, który odbywał się w Warszawie. Transmisję z imprezy zapewniło BridgeBase ♠Polska, a organizacyjne wsparcie PZBS. Na miejscu rozgrywki, za transmisję odpowiedzialni byli: Marek Wojciechowski, Marcin Stańczyk oraz Grzegorz Radziukiewicz. Na żywo komentarz pisany w języku angielskim zapewnił twórca serwisu Fred Gitelman, a w języku polskim Marcin Leśniewski.
BBO ♠Polska odpowiedzialne było także za przekaz z Drużynowych Mistrzostw Europy (Warszawa, 12–26 sierpnia 2006). Dzięki kilkumiesięcznym przygotowaniom przeprowadzane zostały relacje z kilku meczów jednocześnie, praktycznie bezbłędnie.
Podczas niektórych transmisji jakie wykonuje Bridge Base Online wraz z rozgrywanymi kartami, posłuchać można także komentarzy głosowych.
Wszystkie rozdania transmitowane na BBO zobaczyć można na stronie "BBO VuGraph Archives" oraz na stronach projektu "The Vugraph Project". "The Vugraph Project" poza przekazami z BBO zawiera także rozgrywki z różnych historycznych zawodów brydżowych od 1955 roku do dziś (pliki w formatach PBN oraz LIN).

### Bridge Base Online
- https://bridgebase.com (ang.) Bridge Base Online - Strona główna
- https://bridgebase.com/myhands/ (ang.) - rozbudowana wyszukiwarka wszystkich rozdań granych przez gracza
- https://bridgebase.com/tourneyhistory/ (ang.) - historia rozegranych  turniejów granych przez gracza
- https://bridgebase.com/points/ (ang.) - historia zdobywanych punktów klasyfikacyjnych przez gracza (głównie na płatnych turniejach)
- https://bridgebase.com/vugraph/ (ang.) - kalendarz nadchodzących przekazów BBO VuGraph
- http://www.bbotv.com/vugraph/ (pol.) BBO TV - serwis umożliwia oglądanie przekazów BBO VuGraph w przeglądarce (Flash) bez rejestracji konta na BBO

### Pozostałe
- Fred Gitelman na worldbridge.com. (ang.).
- Bridge Base Inc. – informacje o firmie. (ang.).